# Station de communications navales Harold E. Holt

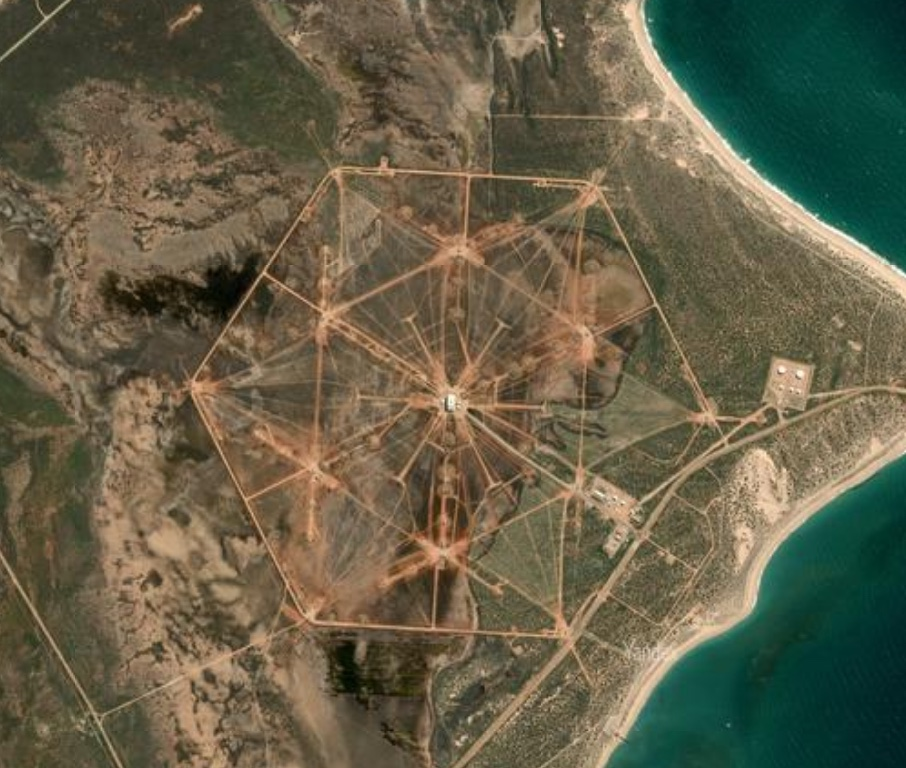
Image satellite

La station de communications navales Harold E. Holt est située sur la côte nord-ouest de l’Australie, à 6 kilomètres au nord de la ville d’Exmouth, en Australie occidentale. La ville d’Exmouth a été construite en même temps que la station de communications afin d’apporter un soutien à la base et d’héberger les familles du personnel de l'US Navy.
La station fournit une transmission radio à très basse fréquence (VLF) aux navires et sous-marins de l'US Navy et de la Royal Navy australienne dans l'ouest de l'océan Pacifique et l'est de l'océan Indien. La fréquence est de 19,8 kHz. Avec une puissance de transmission de 1 mégawatt, c'est la station de transmission la plus puissante de l'hémisphère sud.

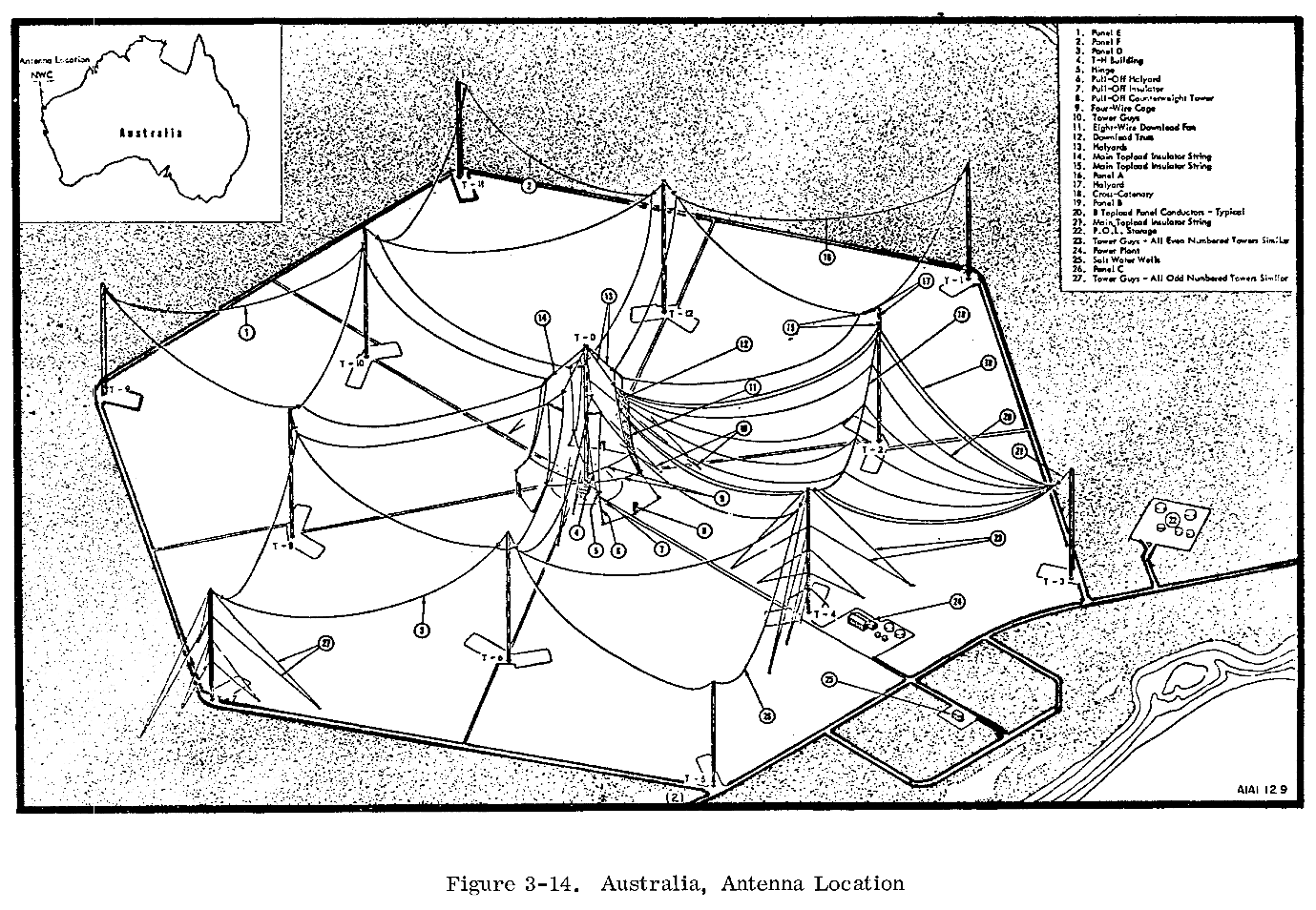
Schéma des tours

## Mâts émetteurs VLF

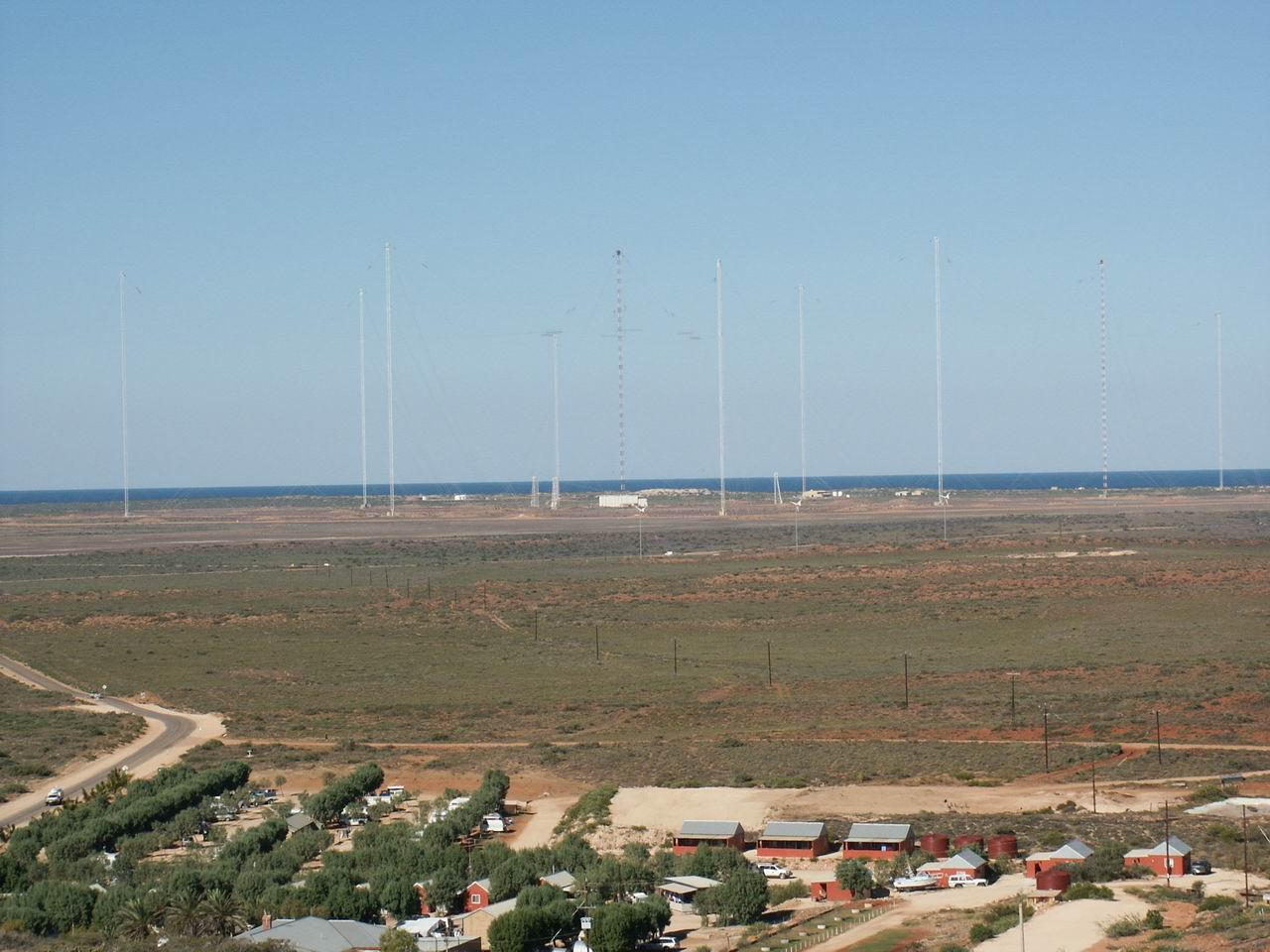
Émetteur très basse fréquence Harold E.Holt

La station dispose de treize grandes tours de radio. La tour la plus haute s'appelle Tower Zero et mesure 387 m. Elle a été pendant de nombreuses années la plus haute structure construite par l'homme de l'hémisphère sud. Six tours, chacune de 364 mètres de haut, sont placées dans un hexagone autour de la tour zéro. Les six autres tours, qui mesurent chacune 304 mètres de haut, sont placées dans un plus grand hexagone autour de la tour zéro.
| Structure | Hauteur    | Coordonnées                   |
| --------- | ---------- | ----------------------------- |
| Tour 0    | 387 mètres | 21° 48′ 58″ S, 114° 09′ 55″ E |
| Tour 1    | 304 mètres | 21° 48′ 35″ S, 114° 09′ 57″ E |
| Tour 2    | 304 mètres | 21° 48′ 48″ S, 114° 10′ 18″ E |
| Tour 3    | 304 mètres | 21° 49′ 12″ S, 114° 10′ 16″ E |
| Tour 4    | 304 mètres | 21° 49′ 23″ S, 114° 09′ 54″ E |
| Tour 5    | 304 mètres | 21° 49′ 10″ S, 114° 09′ 32″ E |
| Tour 6    | 304 mètres | 21° 48′ 45″ S, 114° 09′ 33″ E |
| Tour 7    | 364 mètres | 21° 48′ 25″ S, 114° 10′ 19″ E |
| Tour 8    | 364 mètres | 21° 49′ 01″ S, 114° 10′ 38″ E |
| Tour 9    | 364 mètres | 21° 49′ 35″ S, 114° 10′ 14″ E |
| Tour 10   | 364 mètres | 21° 49′ 33″ S, 114° 09′ 31″ E |
| Tour 11   | 364 mètres | 21° 48′ 56″ S, 114° 09′ 11″ E |
| Tour 12   | 364 mètres | 21° 48′ 22″ S, 114° 09′ 35″ E |

Le 3 mars 2009, la Defence Materiel Organization a annoncé sur le site Web AusTender un appel d'offres pour la construction de deux nouvelles routes sur le site de l'émetteur. L’appel d’offres indiquait que les 357 haubans qui soutiennent les 13 tours avaient dépassé leur espérance de vie et que les routes faciliteraient l’installation des haubans VLF. Il est dit: 

« La station de communication navale Harold E Holt (NCSHEH) est située à l'extrémité nord de la péninsule, connue sous le nom de Cap Nord-Ouest. Les antennes VLF (Very Low Frequency) sont de grandes toiles d'araignées supportées par un agencement de type chapeau. La tour centrale ‘Tower Zero’ s’élève à une hauteur de 387,9 mètres. Les autres tours sont réparties en deux anneaux concentriques autour de Tower Zero; les tours de la couronne intérieure ont une hauteur de 364 mètres et celles de la couronne extérieure, une hauteur de 304 mètres. 386 kilomètres de tapis de sol en cuivre nu sont enfouis sous le réseau d'antennes. »

— Defence Materiel Organisation, PDBF-0002-2009

## Historique

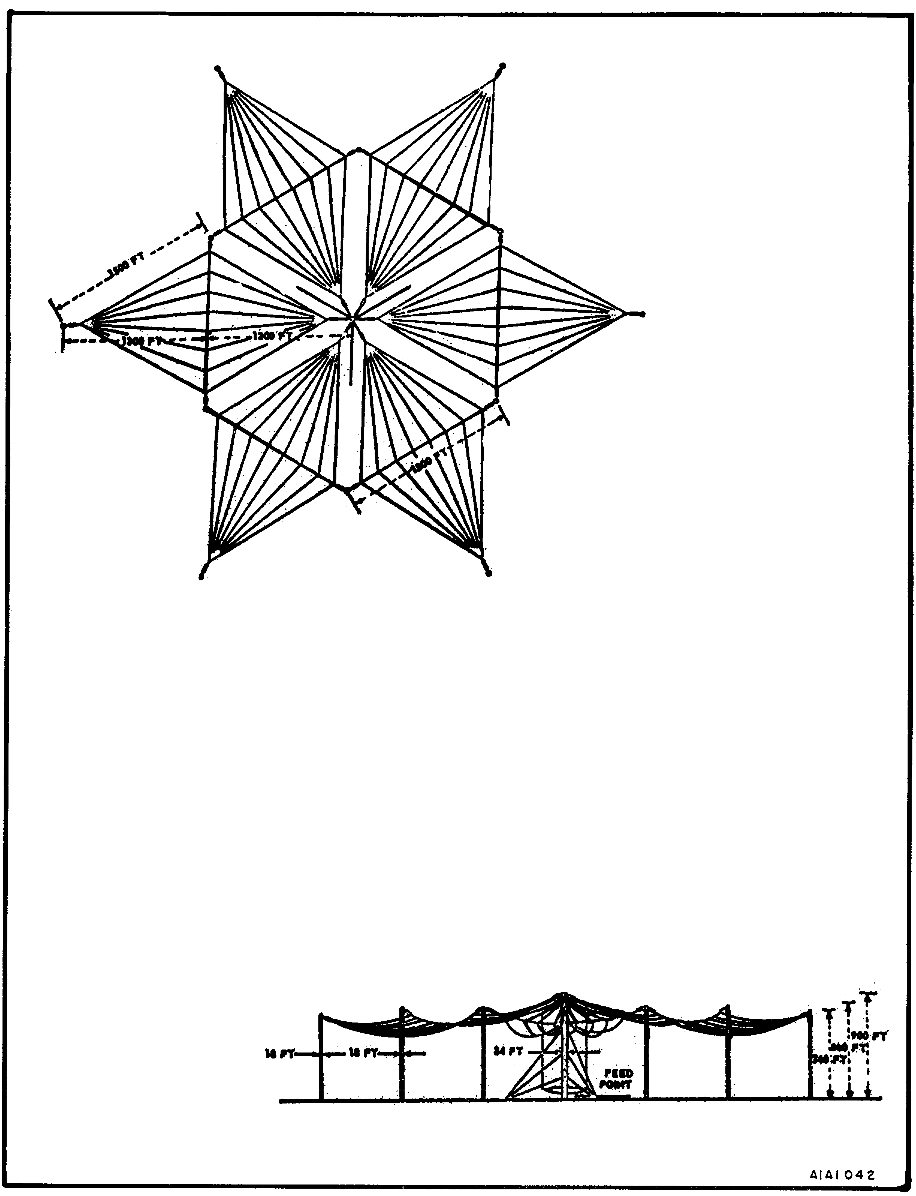
Schéma d'une antenne de type Trideco comme celle installée à Harold E. Holt.

Sir Garfield Barwick, ministre australien des Affaires extérieures, a négocié le bail de la base américaine de North West Cape en 1963 avec l’ambassadeur des États-Unis, William Battle. La station a été mise en service en tant que "station de communication navale américaine North West Cape" le 16 septembre 1967 lors d’une cérémonie en présence de l’ambassadeur des États-Unis en Australie, Ed Clark, et du Premier ministre australien, Harold Holt.
Le 20 septembre 1968, la station a été officiellement rebaptisée "station de communication de la marine américaine, Harold E. Holt", en mémoire du défunt Harold Holt, Premier ministre australien, disparu, présumé noyé, trois mois après le début du projet concernant la station.
Avec l'élection du gouvernement travailliste au pouvoir en 1972, le ministre de la Défense, Lance Barnard, entama des négociations sur les conditions de fonctionnement des bases militaires américaines en Australie. Le 9 janvier 1974, Lance Barnard et James Schlesinger, secrétaire américain à la Défense, ont fait une déclaration commune: confié le poste de commandant adjoint de la base à un officier de la marine royale australienne et assigné au personnel australien des rôles dans les fonctions techniques et de maintenance de la base. La salle de chiffrement était fermée aux australiens. La déclaration commune a souligné l'importance des consultations en temps de crise. Les États-Unis ne se sont pas engagés à transmettre des ordres de tir à leurs sous-marins porteurs de missiles nucléaires.
En mai 1974, plusieurs centaines de personnes venues de l’Australie se rassemblent pour occuper la base et la "récupérer symboliquement pour le peuple australien". Pendant l'occupation, le drapeau Eureka a été arboré au-dessus de la base, cinquante-cinq personnes ont été arrêtées au cours de la manifestation. Parmi les chansons composées lors de la campagne contre North West Cape et d'autres bases américaines en Australie, notons Nous ne voulons pas de bases Yankee ni d'Omega Doodle, qui font désormais partie de la tradition folklorique australienne. De 1967 à octobre 1992, un détachement du groupe de la sécurité navale a été affecté à l’installation.

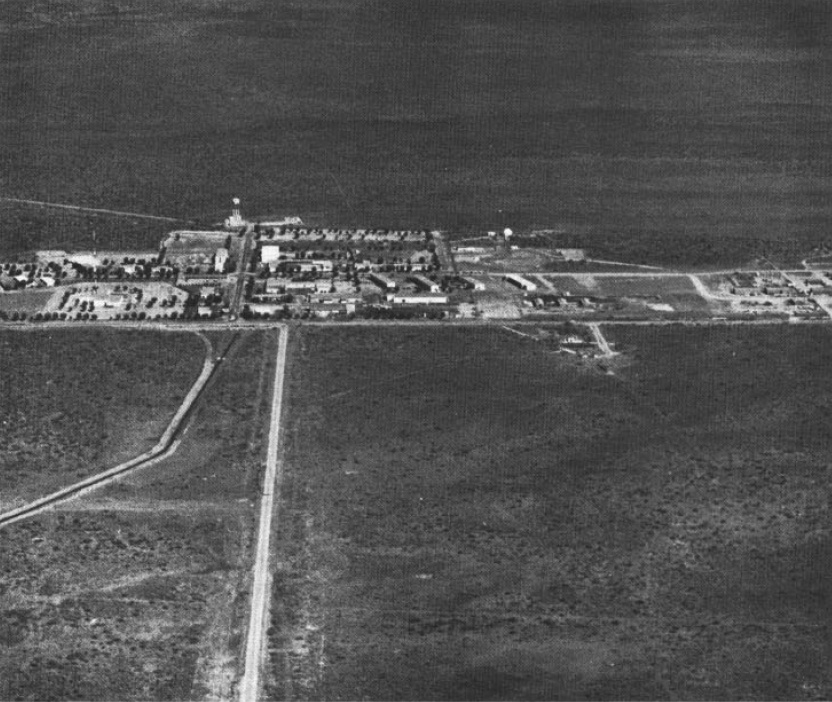
Bâtiments de la station en 1979.

Dans la politique locale de l'Australie occidentale, la présence d'installations militaires étrangères dans l'État a parfois été remis en question au fil des décennies. L'acronyme "U.S" a été abandonné du titre officiel de la station avec l'avènement de l'opération conjointe de la marine américaine et de la marine australienne en 1974. La majorité de la présence navale américaine a pris fin en 1993 avec le retrait de tout le personnel de la marine américaine.
En juillet 2002, la Marine royale australienne a transféré la gestion de la station à la Defence Materiel Organization. La base est actuellement exploitée sous contrat par Raytheon Australie. Le 15 juillet 2008, l'Australie et les États-Unis ont signé un traité bilatéral régissant l'utilisation conjointe future de l'installation pour les 25 prochaines années.
Harold E. Holt a été identifié comme site potentiel de système de surveillance de l'espace des forces aériennes américaines en 2011. Le 6 décembre 2013, il a été annoncé que le télescope de surveillance spatiale (en) (SST), qui fait partie du réseau de surveillance spatiale des États-Unis, serait transféré vers la station de communication navale Harold E. Holt après son déploiement initial sur le centre de lancement de White Sands, au Nouveau-Mexique. Le SST devait être prêt à fonctionner en 2016. Depuis, il a été annoncé que la DARPA avait transféré le contrôle du télescope optique SST à l'US Air Force en octobre 2016. Ce télescope a finalement été transféré sur la station de communications navale Harold E. Holt et est opérationnel depuis obtobre 2022,.    
Un radar de surveillance de l'espace en bande C est également en cours d'installation. Une fois terminé, il sera exploité à distance par le personnel de la Royal Australian Air Force à partir de l'unité de capteur à distance n°1 de la base RAAF d'Edimburgh. Il offrira une capacité de connaissance des objets spatiaux en orbite, permettant le suivi des satellites actifs et des débris spatiaux.

## Controverse sur les brouillages aériens
Le 7 octobre 2008, le vol 72 de Qantas a effectué un atterrissage d'urgence à l'aéroport Learmonth, près de la ville d'Exmouth, en Australie occidentale, à la suite d'un accident en vol impliquant une paire de manœuvres de décrochage brutales et non commandées ayant causé de graves blessures à de nombreux occupants,,,,. L'Australian Transport Safety Bureau (ATSB) a indiqué dans un rapport préliminaire qu'une défaillance s'était produite dans l'unité de référence inertielle de données aérodynamiques numéro 1 (ADIRU) et qu'elle constituait "l'origine probable de l'événement". L’ADIRU - l’un des trois appareils de ce type embarqués dans l’avion - a commencé à fournir des données incorrectes aux autres systèmes de l’avion,. L'enquête  comprendra une évaluation des spéculations selon lesquelles l'installation de Harold E. Holt ou des dispositifs électroniques personnels de passagers pourraient avoir provoqué des interférences, bien que, d'après l'analyse initiale, le Bureau estime qu'ils n'auraient probablement eu aucun impact,,.
Le 27 décembre 2008, un autre avion, le vol 71 de Qantas, était également en panne sur son ADIRU. L’incident a de nouveau alimenté les spéculations des médias sur l’importance des installations de Harold E. Holt. L’Australian and International Pilots Association (Association des pilotes australiens et internationaux) a demandé que les avions commerciaux soient exclus du secteur par précaution jusqu’à ce que les événements soient mieux compris,alors que le directeur de l'installation a affirmé qu'il était "très hautement hautement improbable" qu'un brouillage ait été causé.